# 耗赖山乡
耗赖山乡是中华人民共和国内蒙古自治区呼和浩特市武川县下辖的一个乡。
2012年1月20日，内蒙古自治区人民政府批复同意从哈乐镇划出部分区域，设置耗赖山乡，辖耗赖山、大沙岱、五福堂、圪顶盖、南房子、大沙窝、黄羊渠、振兴元、大前地、大豆铺10个村，乡人民政府驻耗赖山。

## 行政区划
耗赖山乡下辖以下村级行政区划单位：
振兴元村、大前地村、大豆铺村、耗赖山村、沙岱村、五福堂村、圪顶盖村、南房子村、大沙沃村和黄羊渠村。